# إيغور كورنيف
إيغور دينيسوفيتش كورنيف (بالروسية: Егор Денисович Корнев)؛ (6 فبراير 2004 –) هو سباح روسي من مواليد مدينة سانت بطرسبرغ.
كورنيف هو بطل عالم في المسافات القصيرة، وبطل روسيا لعدة مرات، هذا الذي جعله "سيد الرياضات في روسيا". كما حقق سنة 2024 الرقم القياسي العالمي في سباق التتابع المتنوع 4 × 100 متر.

## ميداليات دولية
| تصنيف         | الحدث                                  | السنة | الحالة   | اللقاء الرياضي                    | المكان         |
| ميدالية ذهبية | 4 × 100 سباق التتابع والسباحة المتنوعة | 2024  | غير محطم | بطولة العالم للسباحة (حوض 25 متر) | بودابست، المجر |